# 即興円舞曲
即興円舞曲（そっきょうえんぶきょく、仏語：Valse-Impromptu）変イ長調S.213 は、フランツ・リストのピアノ曲の1つ。作曲年代は定かでないが、おそらく1842年から、出版年の1852年までに作曲されたものと見込まれる。リスト作品の中ではあまり有名ではないものの、温かな情感と洗練された優美な曲想、巧みな構成によって、5分ほどの愛すべき小品に仕上がっており、ジョルジュ・シフラやホルヘ・ボレット、アレクシス・ワイセンベルクらのヴィルトゥオーソが十八番としてきた。
近年になって、晩年の改訂稿（S213a、1880年ごろ）の存在も知られるようになり、レスリー・ハワードによって録音されるに至った。こちらは7分ほどの長さに引き伸ばされている。

## 関連事項
リストに刺戟されて以下の作曲家も『即興円舞曲』を作曲している。
- ミリイ・バラキレフ
- ガブリエル・フォーレ
- セルゲイ・リャプノフ
- マックス・レーガー